# Divisão Especial 2022 (maschile)
La Divisão Especial 2022, 50ª edizione della massima serie del campionato Paulista di pallavolo maschile, si è svolta dal 12 agosto al 12 ottobre 2022: al torneo hanno partecipato otto squadre di club brasiliane proveniente dallo stato di San Paolo e la vittoria finale è andata per la nona volta, la terza consecutiva, al BVC.

## Regolamento

### Formula
Le squadre hanno disputato un girone all'italiana, per un totale di sette giornate; al termine della regular season:
- Le prime sei classificate hanno avuto accesso ai play-off, strutturati in quarti di finale (dai quali sono state esonerate le prime due classificate), semifinali e finale, giocando in gare di andata e ritorno ed eventuale golden set nel caso in cui nessuna squadra riesca a vincere entrambi i confronti, con incroci basati sul piazzamento in stagione regolare.

### Criteri di classifica
Se il risultato finale è stato di 3-0 o 3-1 sono stati assegnati 3 punti alla squadra vincente e 0 a quella sconfitta, se il risultato finale è stato di 3-2 sono stati assegnati 2 punti alla squadra vincente e 1 a quella sconfitta.
L'ordine del posizionamento in classifica è stato definito in base a:
- Punti;
- Numero di partite vinte;
- Ratio dei set vinti/persi;
- Ratio dei punti realizzati/subiti.

## Squadre partecipanti
| Club            | Stagione | Città               | Impianto                      | Stagione precedente         |
| --------------- | -------- | ------------------- | ----------------------------- | --------------------------- |
| Amigos do Vôlei | dettagli | São José dos Campos | DCTA                          | 3ª in Divisão Especial      |
| Atibaia         | -        | Atibaia             | Ginásio de Esportes Elefantão | 6ª in Divisão Especial      |
| BVC             | dettagli | Campinas            | Ginásio do Taquaral           | Vincitrice Divisão Especial |
| Futuro          | -        | Araçatuba           | Ginásio Plácido Rocha         | 7ª in Divisão Especial      |
| Santo André     | -        | Santo André         | Ginásio Pedro Dell'Antonia    | -                           |
| Índios Guarus   | dettagli | Guarulhos           | Ginásio Ponte Grande          | 2ª in Divisão Especial      |
| Sesi            | dettagli | San Paolo           | Ginásio do Sesi               | 4ª in Divisão Especial      |
| Suzano          | dettagli | Suzano              | Arena Suzano                  | 5ª in Divisão Especial      |

## Torneo

### Regular season

#### Risultati
| Prima giornata |                           |     |                                   |
|                |                           |     |                                   |
| 12-08          | BVC - Santo André         | 2-3 | 25-20, 25-13, 23-25, 22-25, 12-15 |
| 12-08          | Índios Guarus - Futuro    | 3-0 | 25-21, 25-21, 25-18               |
| 12-08          | Amigos do Vôlei - Atibaia | 3-0 | 25-17, 25-14, 25-15               |
| 12-08          | Sesi - Suzano             | 3-0 | 25-19, 25-21, 25-14               |

| Seconda giornata |                          |     |                                   |
|                  |                          |     |                                   |
| 18-08            | Sesi - Santo André       | 3-1 | 25-13, 25-23, 23-25, 25-20        |
| 19-08            | Suzano - Amigos do Vôlei | 3-1 | 25-21, 22-25, 26-24, 25-21        |
| 19-08            | Atibaia - Índios Guarus  | 0-3 | 20-25, 19-25, 16-25               |
| 19-08            | Futuro - BVC             | 2-3 | 25-17, 25-21, 20-25, 23-25, 12-15 |

| Terza giornata |                        |     |                                   |
|                |                        |     |                                   |
| 26-08          | Santo André - Futuro   | 3-0 | 25-20, 35-33, 25-21               |
| 26-08          | BVC - Atibaia          | 3-0 | 25-16, 25-14, 25-22               |
| 26-08          | Índios Guarus - Suzano | 3-2 | 26-24, 23-25, 25-18, 22-25, 15-10 |
| 26-08          | Amigos do Vôlei - Sesi | 3-0 | 25-22, 25-21, 25-21               |

| Quarta giornata |                               |     |                            |
|                 |                               |     |                            |
| 31-08           | Amigos do Vôlei - Santo André | 3-0 | 25-20, 25-19, 29-27        |
| 31-08           | Sesi - Índios Guarus          | 1-3 | 21-25, 23-25, 21-25        |
| 31-08           | Suzano - BVC                  | 3-1 | 25-22, 21-25, 25-23, 25-20 |
| 31-08           | Atibaia - Futuro              | 3-1 | 20-25, 25-22, 25-16, 25-17 |

| Quinta giornata |                                 |     |                                   |
|                 |                                 |     |                                   |
| 03-09           | Santo André - Atibaia           | 0-3 | 24-26, 23-25, 22-25               |
| 03-09           | Futuro - Suzano                 | 0-3 | 21-25, 22-25, 23-25               |
| 03-09           | BVC - Sesi                      | 0-3 | 19-25, 22-25, 23-25               |
| 03-09           | Índios Guarus - Amigos do Vôlei | 2-3 | 26-24, 27-25, 24-26, 19-25, 12-15 |

| Sesta giornata |                             |     |                            |
|                |                             |     |                            |
| 09-09          | Índios Guarus - Santo André | 3-0 | 28-26, 25-23, 25-23        |
| 09-09          | Sesi - Futuro               | 3-0 | 25-16, 25-16, 25-20        |
| 09-09          | Suzano - Atibaia            | 3-1 | 25-18, 25-22, 32-34, 27-25 |
| 11-09          | Amigos do Vôlei - BVC       | 1-3 | 23-25, 25-16, 18-25, 15-25 |

| Settima giornata |                          |     |                            |
|                  |                          |     |                            |
| 16-09            | Santo André - Suzano     | 1-3 | 21-25, 25-22, 12-25, 20-25 |
| 16-09            | Atibaia - Sesi           | 1-3 | 18-25, 22-25, 25-22, 16-25 |
| 16-09            | Futuro - Amigos do Vôlei | 0-3 | 20-25, 16-25, 22-25        |
| 16-09            | BVC - Índios Guarus      | 3-0 | 25-11, 25-20, 25-14        |

#### Classifica
| Pos. | Squadra         | Pt | G | V | P | SV | SP | Ratio | PF | PS | Ratio |
| ---- | --------------- | -- | - | - | - | -- | -- | ----- | -- | -- | ----- |
| 1.   | Suzano          | 16 | 7 | 5 | 2 | 17 | 10 | 1,700 | -  | -  | -     |
| 2.   | Índios Guarus   | 15 | 7 | 5 | 2 | 17 | 8  | 2,125 | -  | -  | -     |
| 3.   | Sesi            | 15 | 7 | 5 | 2 | 15 | 8  | 1,875 | -  | -  | -     |
| 4.   | Amigos do Vôlei | 14 | 7 | 5 | 2 | 17 | 8  | 2,125 | -  | -  | -     |
| 5.   | BVC             | 12 | 7 | 4 | 3 | 15 | 12 | 1,250 | -  | -  | -     |
| 6.   | Atibaia         | 6  | 7 | 2 | 5 | 8  | 16 | 0,500 | -  | -  | -     |
| 7.   | Santo André     | 5  | 7 | 2 | 5 | 8  | 17 | 0,471 | -  | -  | -     |
| 8.   | Futuro          | 1  | 7 | 0 | 7 | 3  | 21 | 0,143 | -  | -  | -     |

      Qualificata alle semifinali play-off.
      Qualificata ai quarti di finale play-off.

### Play-off
|  | Quarti di finale | Quarti di finale | Quarti di finale | Quarti di finale | Quarti di finale |  |  | Semifinali    | Semifinali    | Semifinali | Semifinali | Semifinali |   |   | Finale | Finale | Finale | Finale | Finale |  |
|  |                  |                  |                  |                  |                  |  |  |               |               |            |            |            |   |   |        |        |        |        |        |  |
|  |                  |                  |                  |                  |                  |  |  |               |               |            |            |            |   |   |        |        |        |        |        |  |
|  |                  |                  |                  |                  |                  |  |  | Suzano        | Suzano        | 1          | 0          | 1          |   |   |        |        |        |        |        |  |
|  | Amigos do Vôlei  | Amigos do Vôlei  | 1                | 1                | 2                |  |  | BVC           | BVC           | 3          | 3          | 6          |   |   |        |        |        |        |        |  |
|  | BVC              | BVC              | 3                | 3                | 6                |  |  |               |               |            |            |            |   |   | BVC    | BVC    | 3      | 3      | 6      |  |
|  |                  |                  |                  |                  |                  |  |  |               |               | Sesi       | Sesi       | 1          | 1 | 2 |        |        |        |        |        |  |
|  |                  |                  |                  |                  |                  |  |  | Índios Guarus | Índios Guarus | 1          | 1          | 2          |   |   |        |        |        |        |        |  |
|  | Sesi             | Sesi             | 3                | 3                | 6                |  |  | Sesi          | Sesi          | 3          | 3          | 6          |   |   |        |        |        |        |        |  |
|  | Atibaia          | Atibaia          | 0                | 0                | 0                |  |  |               |               |            |            |            |   |   |        |        |        |        |        |  |

#### Quarti di finale
| Gara 1 |                       |     |                            |
|        |                       |     |                            |
| 20-09  | Amigos do Vôlei - BVC | 1-3 | 25-18, 19-25, 23-25, 23-25 |
| 20-09  | Atibaia - Sesi        | 0-3 | 17-25, 18-25, 24-26        |

| Gara 2 |                       |     |                            |
|        |                       |     |                            |
| 24-09  | BVC - Amigos do Vôlei | 3-1 | 19-25, 28-26, 33-31, 30-28 |
| 23-19  | Sesi - Atibaia        | 3-0 | 25-12, 25-20, 25-10        |

#### Semifinali
| Gara 1 |                      |     |                            |
|        |                      |     |                            |
| 27-09  | Suzano - BVC         | 1-3 | 20-25, 25-16, 21-25, 22-25 |
| 26-09  | Índios Guarus - Sesi | 1-3 | 23-25, 22-25, 25-20, 23-25 |

| Gara 2 |                      |     |                            |
|        |                      |     |                            |
| 30-09  | BVC - Suzano         | 3-0 | 25-23, 25-19, 25-19        |
| 29-09  | Sesi - Índios Guarus | 3-1 | 25-21, 28-26, 21-25, 25-18 |

#### Finale
| Gara 1 |            |     |                            |
|        |            |     |                            |
| 09-10  | Sesi - BVC | 1-3 | 25-21, 21-25, 15-25, 19-25 |

| Gara 2 |            |     |                            |
|        |            |     |                            |
| 12-10  | BVC - Sesi | 3-1 | 25-17, 25-23, 21-25, 25-15 |

## Classifica finale
| Pos | Squadra         |
| --- | --------------- |
|     | BVC             |
| 2   | Sesi            |
| 3   | Suzano          |
| 4   | Índios Guarus   |
| 5   | Amigos do Vôlei |
| 6   | Atibaia         |
| 7   | Santo André     |
| 8   | Futuro          |